# انتقال مجاني (كرة القدم)
انتقال مجاني (كرة القدم) هو قيام نادي كرة قدم محترف بالتخلي عن لاعب عندما ينتهي عقد اللاعب أو يصبح متاحًا قبل نهاية العقد مباشرة. يمكن للاعب بعد ذلك التوقيع لأي نادٍ يعرض عليه عقدًا.  يتضمن الانتقال المجاني في كرة القدم الاحترافية، المعروف أيضًا باسم انتقال بوسمان.

## آليات الانتقال
لا يتعين على النادي الذي يستحوذ على اللاعب دفع أي تعويض مقابل إطلاق سراحه بسبب عدم وجود ما يدفعه في عقده، ومن هنا جاء مصطلح النقل الحر. لدى بعض الدوريات الفردية قيود لحماية الأكاديميات. على سبيل المثال، في المملكة المتحدة، لا يتاح للاعبين الذين تقل أعمارهم عن 24 عامًا والذين تنتهي عقودهم في صفقة انتقال مجانية إلا إذا تم إطلاق سراحهم من قبل النادي الذي يحمل رخصة اللاعبين.
نوع آخر من الانتقالات المجانية هو عندما يتم نقل اللاعب من نادٍ إلى آخر دون مقابل، وفي بعض الأحيان يتم احتساب الانتقال مقابل رسوم رمزية على أنه انتقال مجاني. مع بقاء ستة أشهر أو أقل على عقد اللاعب الذي يبلغ من العمر 23 عامًا أو أكثر، فإنهم أحرار في التفاوض مع أندية أخرى وتوقيع اتفاقية ما قبل العقد، مما يشير إلى قدرتهم على الانتقال إلى ناديهم المقصود في انتقال بوسمان عندما تفتح نافذة الانتقالات التالية.

## الاستخدام
تعتبر الانتقالات المجانية شائعة في جميع فئات كرة القدم. من الدوريات التي يكون فيها المال أقل توفرًا للأندية لإنفاقه على رسوم الانتقالات، وأيضًا للاعبين لمغادرة الأندية الغنية في انتقال مجاني إذا لم يتمكن النادي من تقديم كرة القدم للفريق الأول، خاصة عند المغادرة إلى أندية في دوريات أقل.
في كثير من الأحيان، يختار اللاعب "إنهاء" عقده مع نادٍ واحد حتى يتمكن من الانضمام إلى نادٍ آخر مجانًا في وقت لاحق. وهذا يجعلهم عرضًا أكثر جاذبية للنادي الذي يسعى اللاعب إلى الانضمام إليه، وغالبًا ما ينعكس عدم دفع النادي المتلقي لرسوم انتقال في راتب أكثر ربحية للاعب مما كان ليحصل عليه لو تم شراؤه. ومن الإنتقالات الجيدة، سول كامبل من توتنهام هوتسبير إلى غريمه في شمال لندن، آرسنال.

## أمثلة
قائمة من أفضل 10 انتقالات مجانية في تاريخ كرة القدم كالتالي:
- كيليان مبابي – من باريس سان جيرمان إلي ريال مدريد (2024)
- روبرت ليفاندوفسكي – من بوروسيا دورتموند إلي بايرن ميونخ (2014)
- أندريا بيرلو – من ميلان إلي يوفنتوس (2011)
- بول بوجبا – من مانشستر يونايتد إلي يوفنتوس (2012)
- كافو – من روما إلي ميلان (2003)
- مايكل بالاك – من بايرن ميونخ إلي تشيلسي (2006)
- تياجو سيلفا – من باريس سان جيرمان إلي تشيلسي (2020)
- جيانلويجي دوناروما – من ميلان إلي باريس سان جيرمان (2021)
- زلاتان إبراهيموفيتش – من باريس سان جيرمان إلي مانشستر يونايتد (2016)
- دافيد ألابا – من بايرن ميونخ إلي ريال مدريد (2021)